# Elionor de Lancaster
Elionor de Lancaster (anglès: Eleanor of Lancaster)  (11 de setembre de 1318 (Gregorià) - Arundel, 11 de gener de 1372 (Gregorià)), comtessa d'Arundel (de vegades anomenada Elionor Plantagenet), va ser la cinquena filla d'Enric, III comte de Lancaster, i Maud Chaworth.

## Biografia
Primer matrimoni i descendència
Elionor de Lancaster es va casar per primera vegada el 6 de novembre de 1330 amb John de Beaumont, 2n baró Beaumont (m. 1342), fill d'Henry Beaumont, 4t comte de Buchan, 1r baró Beaumont (c. 1288-1340) per la seva dona Alice Comyn (1289-3 de juliol). 1349). Va morir en un torneig el 14 d'abril de 1342. Van tenir un fill, que va néixer a Gant quan Elionor servia com a dama de honor de la reina Felipa d'Hainaut:
- Henry Beaumont, 3r baró Beaumont, (4 d'abril de 1340 - 25 de juliol de 1369),[2] primer marit de Lady Margaret de Vere (m. 15 de juny de 1398), filla de John de Vere, setè comte d'Oxford per la seva dona. Maud de Badlesmere.
- Henry i Margaret van tenir un fill, John Beaumont, quart baró Beaumont (Orde de la Lligacama) (1361-1396).

Segon matrimoni
El 5 de febrer de 1345, Elionor de Lancaster es va casar amb Richard FitzAlan, 3r comte d'Arundel.a l'església de Ditton, a Stoke Poges, al comtat de Buckinghamshire[./Elionor_de_Lancaster#cite_note-4 [lower-alpha 2]]
El seu anterior matrimoni, amb Isabel le Despenser, havia tingut lloc quan eren nens. Va ser anul·lat per mandat papal, ja que ella, des de l'empresonament i l'execució del seu pare, havia deixat de tenir cap importància per a ell. El papa Climent VI va anul·lar el matrimoni de manera complaent, va bastardia la qüestió i va oferir una dispensa per al seu segon matrimoni a la dona amb qui havia viscut en adulteri (la dispensa, datada el 4 de març de 1345, era necessària perquè la seva primera i segona esposa eren la cosines germanes).
Els fills del segon matrimoni d'Elionor van ser:
- Richard (1346–1397), que va succeir com a comte d'Arundel
- John FitzAlan (des del 1349 al 1379)
- Thomas Arundel, arquebisbe de Canterbury (c. 1353 - 19 de febrer de 1413)
- Lady Joan FitzAlan (1347/1348 - 7 d'abril de 1419), es va casar amb Humphrey de Bohun, setè comte de Hereford
- Lady Alice FitzAlan (1350 - 17 de març de 1416), es va casar amb Thomas Holland, segon comte de Kent (Thomas Holand)
- Lady Mary FitzAlan (morta el 29 d'agost de 1396), es va casar amb John Le Strange, quart Lord Strange de Blackmere, de qui va tenir descendència.
- Lady Eleanor FitzAlan (1348 - 29 d'agost de 1396) es va casar amb Sir Anthony Browne

## Mort
Elionor de Lancaster va morir a Arundel i va ser enterrada al monestir de Lewes, al comtat de Sussex, (Anglaterra). En morir el seu marit, quatre anys després, va ser enterrat al seu costat, tal com va demanar en el seu testament: 
| « | …prop de la tomba d'Elionor de Lancaster, la meva esposa; i desitjo que la meva tomba no sigui més alta que la seva, que en el meu funeral no hi hagi cap home d'armes, cavalls, cotxes fúnebres o altra pompa, sinó que només s'hi permetin cinc torxes... com com amb el cadàver de la meva dona. | » |

Les efígies commemoratives atribuïdes a Elionor i al seu marit Richard FitzAlan, 10è comte d'Arundel a la catedral de Chichester són el tema del famós poema de Philip Larkin Una tomba d'Arundel.